# Сакамото, Эйдзо
Эйдзо Сакамото (яп. 坂本 英三 Сакамото Эйдзо:, родился 23 февраля 1964 в городе Нисиномия префектуры Хиого) — японский хэви-метал музыкант. Наиболее известен как бывший вокалист группы Anthem. Был участником супергруппы JAM Project, состоявшей из многих известных сэйю. В 1990-х годах основал группу Animetal, которая исполняла хэви-метал каверы на песни из аниме. В 2006 году Animetal приостановил деятельность, и Сакамото основал новую группу под названием Eizo Japan, которая также исполняла каверы на песни из аниме.

## Дискография

### Альбомы
Как Эйдзо Сакамото
- Metal Itchokusen (яп. メタル一直線) — 2000
- Shout Drunker — 2002
- Metal Handsome Man (яп. メタルハンサムマン) — 2003
- Metal Handsome Man 4: Forever Young (яп. メタルハンサムマン4 FOREVER YOUNG) — 2006
- CRYING STARS — ~STAND PROUD!~ (Guest vocals on two songs of the Syu's cover album) — 2010

Как Eizo Japan
- Eizo Japan 1 — August 26, 2009
- Eizo Japan 2 — December 2, 2009
- Eizo Japan 3 — August 25, 2010
- Super Animesong: Legend of 1990s (яп. スーパーアニソン レジェンド オブ’90) — October 20, 2010

### Синглы
- Raibu Gōgō (яп. 雷武轟々, для сериала Kamen Rider Hibiki) — 2005